# 別府昭郎
別府 昭郎（べっぷ あきろう、1945年6月30日 - ）は、日本の教育学者、明治大学元教授。ドイツの大学史が専門。

## 来歴
宮崎県・小林市生まれ。1968年広島大学教育学部教育学科卒業の後、1973年3月広島大学大学院教育学研究科博士課程（西洋教育史）で単位修得退学。1973年4月明治大学文学部助手。1975年専任講師、助教授を経て、1989年４月に文学部（教職課程）教授。1982-1983年ミュンヘン大学留学。学外においては、広島大学大学教育研究センター客員研究員、日本女子大学人間社会学部非常勤講師、名古屋大学大学院教育学研究科非常勤講師、上智大学文学部非常勤講師を歴任、学内においては、明治大学二部教務部長（現・副学長）、教職課程主任、明治大学大学史資料センター所長、明治大学体育会サッカー部部長(2002年〜2016年)を歴任。1999年「ドイツにおける大学教師の職階制成立史研究」で広島大より博士（教育学）。2016年退職。
サッカー日本代表の長友佑都の指導も行った（正確にはサッカー部部長時代に同部に在籍していた）。

## 著書

### 単著
- 『ドイツにおける大学教授の誕生 職階制の成立を中心に』創文社〈明治大学人文科学研究所叢書〉、1998年3月。
- 『明治大学の誕生 創設の志と岸本辰雄』学文社、1999年4月。doi:10.11501/13928319。
- 『ドイツにおける大学教師の職階制成立史研究』博士論文、1999年。
- 『学校教師になる』学文社、2005年。
- 『大学教授の職業倫理』東信堂、2005年。
- 『近代大学の揺籃　一八世紀ドイツ大学史研究』知泉書館〈明治大学人文科学研究所叢書〉、2014年。
- 『もうそうろく』私家版、2016年。

### 共編著
- 『19世紀初頭における私講師の歴史的性格』（『大学史研究』編集委員会 編）大学史研究会〈大学史研究 = Historical studies on higher education (3)〉、1983年7月、26～39頁。
- 『ドイツの教育 Die bildung in der Bundesrepublik Deutschland』（天野正治、結城忠 共編著）東信堂、1998年。
- 『大学史をつくる 沿革史編纂必携』寺崎昌男,中野実共編著　東信堂　1999
- 『大学の指導法 学生の自己発見のために』児玉善仁,川島啓二共編　東信堂　2004
- 『教育実習64の質問』寺崎昌男,黒澤英典共監修　学文社　2009
- 『〈大学〉再考 概念の受容と展開』編　知泉書館　2011　明治大学人文科学研究所叢書

### 論文、雑誌
- 『大学史研究』編集委員会 編『19世紀初頭における私講師の歴史的性格』大学史研究会〈大学史研究 = Historical studies on higher education (3)〉、1983年7月、26-39頁。
- 「19世紀に至るまでの私講師の系譜に関する考察（上）」『教職・社会教育主事・学芸員課程年報 昭和56年度』、明治大学教職等課程、1982年3月、10-16頁。
- 「19世紀に至るまでの私講師の系譜に関する考察（下）」『教職・社会教育主事・学芸員課程年報 昭和58年度』、明治大学教職等課程、1984年3月、19-26頁。
- 広島大学高等教育研究開発センター（編）「ドイツ大学の歴史的性格「公」と「私」のアスペクトから」『大学論集』第17巻、広島大学高等教育研究開発センター、1987年、225-241頁。
- 別府昭郎「西ドイツにおける「大学教授学」制度化の動向」『高等教育研究紀要』第9巻、高等教育研究所、1989年3月、57-68頁。
- 『大学史研究』編集委員会（編）「現代ドイツ大学教師の種類--歴史的パースペクトからの考察」『大学史研究』第6巻、大学史研究会、1990年8月、27-37頁。